# Yuki Urushibara
Yuki Urushibara (japanisch 漆原 友紀, Urushibara Yuki; eigentlich 吉山 友紀 Yoshiyama Yuki; * 23. Januar 1974 in der Präfektur Yamaguchi, Japan) ist eine japanische Manga-Zeichnerin, deren Werke sich der Seinen-Gattung zuordnen lassen. Ein verbindendes Thema ihrer Werke ist laut eigener Aussage das „Rätsel der Existenz“.

## Biografie
Erstmals in der Mittelschule zeichnete sie Comics, damals noch Parodien auf bekannte Werke. Ihre ersten Manga als professionelle Zeichnerin veröffentlichte sie noch unter ihrem richtigen Namen im Bouquet, einem Manga-Magazin für jugendliche Mädchen (Shōjo), und unter dem Pseudonym Soyogo Shima (志摩 冬青, Shima Soyogo) in der Anime-Zeitschrift Fanroad.
Nach Abschluss des Studiums im Jahr 1998 sandte die Zeichnerin dem Afternoon-Magazin eine Kurzgeschichte mit dem Titel Mushishi ein und gewann für diese den Afternoon Shiki-Preis. Als der kurze Manga daraufhin im Afternoon veröffentlicht wurde, beschloss sie, diese Kurzgeschichte in eine lange Manga-Serie auszubauen. Ab 1999 erschien eine überarbeitete Version von Mushishi in einem Schwestermagazin des Afternoon, im Afternoon Season Zōkan, in dem zur selben Zeit unter anderem auch Hitoshi Ashinanos PositioN veröffentlicht wurde. Nachdem Afternoon Season Zōkan 2002 eingestellt worden war, wechselte Mushishi ins Afternoon, wo der Manga ein großer Erfolg wurde und weiterhin erscheint. Der Manga umfasst bereits über 1.500 Seiten, wird unter anderem ins Englische übersetzt und verkaufte sich in Japan bis 2006 über 2,5 Millionen Mal. Mushishi, das 2003 mit dem Preis für Exzellenz auf dem Japan Media Arts Festival und 2006 mit dem Kōdansha-Manga-Preis ausgezeichnet wurde, handelt von einem weißhaarigen Mann mit nur einem Auge, der Menschen bei ihren Probleme mit Mushi hilft, Lebewesen weder tierischer noch pflanzlicher Natur. Mushishi wurde als Anime-Fernsehserie und unter der Regie von Katsuhiro Otomo als Realfilm umgesetzt.
Im September 2004 brachte der Kōdansha-Verlag, bei dem Urushibara all ihre Werke publiziert, das Taschenbuch Filament (フィラメント, Firamento) mit mehreren ihrer Kurzgeschichten heraus. In dem Band sind neben der ersten Version von Mushishi unter anderem auch die beiden Werke Meikyū Neko und Misaki de Bus o orita Hito enthalten. In Meikyū Neko verirrt sich ein Mädchen in einer riesigen Wohnhausanlage, die fast einem Labyrinth gleicht, und begegnet einer Katze, von der man sich sagt, sie helfe all denen, die sich in der Anlage verirren. Misaki de Bus o orita Hito spielt an der Küste einer Halbinsel, auf der eine Familie bereits seit Generationen einen kleinen Laden hat. Die momentane Besitzerin will den Laden schließen und erinnert sich an ihre Kindheit zurück, als viele Leute mit dem Bus an die Küste kamen, um sich die Klippen hinunterzustürzen.
Beeinflusst hat sie neben der Szenerie der Seto-Inlandsee, an der sie aufwuchs, auch der Manga-Zeichner Daisuke Igarashi.

## Werke (Auswahl)
- Mushishi (蟲師), seit 1999
- Yuki no Kan (雪の冠)
- Kaseki no Ie (化石の家)
- Shōkei Zatsu Tobari (小景雑帳)
- Meikyū Neko (迷宮猫)
- Misaki de Bus o orita Hito (岬でバスを降りたひと), 2004